# فيليب لودنباك
فيليب لودنباك (بالفرنسية: Philippe Laudenbach)‏
```
(31 يناير 1936 - 22 أبريل 2024) هو 
ممثل
 
فرنسي
، ولد في 
31 يناير
 
1936
 في 
فرنسا
.
```

## وصلات خارجية
- فيليب لودنباك على موقع IMDb (الإنجليزية)
- فيليب لودنباك على موقع قاعدة بيانات الأفلام العربية
- فيليب لودنباك على موقع ألو سيني (الفرنسية)
- فيليب لودنباك على موقع ميوزك برينز (الإنجليزية)
- فيليب لودنباك على موقع أول موفي (الإنجليزية)
- فيليب لودنباك على موقع قاعدة بيانات الأفلام السويدية (السويدية)
- فيليب لودنباك على موقع ديسكوغز (الإنجليزية)
- فيليب لودنباك على موقع قاعدة بيانات الفيلم (الإنجليزية)
- فيليب لودنباك على موقع كينوبويسك (الروسية)